# Jean-François Ducis
Pour les articles homonymes, voir Ducis.
Jean-François Ducis, né le 22 août 1733 à Versailles et mort dans la même ville le 31 mars 1816, est un écrivain, dramaturge et poète français.

## Biographie
Jean-François Ducis naît le 22 août 1733 à Versailles. Il est issu d'une famille modeste, originaire de Hauteluce en Beaufortain, dans le duché de Savoie. Il est le fils de Pierre Ducis, marchand de toile, et Marie-Thérèse Rappe, et l'oncle du peintre d’histoire Jean-Louis Ducis:229.
Jean-François Ducis reçoit une éducation religieuse soignée et fait ses études d’abord dans une petite pension de Clamart, puis au collège de Versailles. À dix-huit ans, il entre comme secrétaire chez le maréchal de Belle-Isle, qui l’emmène dans ses tournées d’inspection des places fortes, puis le place comme expéditionnaire dans les bureaux du ministère de la Guerre lorsqu’il y est nommé:46. Mais, peu après, son protecteur l’autorise à quitter cet emploi, tout en en conservant les appointements, afin de se consacrer au théâtre:48. Son oncle Louis Le Dreux de La Châtre, architecte du roi, architecte du château de Compiègne, l’aide également pendant bien des années.
En 1768, il fait donner à la Comédie-Française sa tragédie d’Amélise qui, selon Charles Collé, « fut huée depuis un bout jusqu’à l’autre », mais il prend sa revanche avec son Hamlet, imité de Shakespeare, joué le 30 septembre 1769:26-65. Il avait trouvé là la veine qui allait le rendre célèbre : mettre au goût du jour et au goût français les pièces du dramaturge anglais. Ne comprenant pas l’anglais et ne s’étant jamais mis en peine de l’apprendre, il a travaillé à partir des traductions françaises de Pierre-Antoine de La Place ou de Pierre Letourneur, elles-mêmes assez infidèles. Pourtant, même ainsi édulcorées, les pièces de Shakespeare heurtaient plus d’un spectateur ; ainsi Lekain refusa le rôle d’Hamlet, que Molé eut en revanche l’heureuse inspiration d’accepter:16-7.
Dans le droit fil de ce premier succès, il donne, en 1772, Roméo et Juliette, en retranchant des scènes parmi les plus célèbres – la scène du balcon, les vers sur le chant de l’alouette et du rossignol… – mais en y ajoutant l’épisode d’Ugolin, repris de Dante:421.
En 1775, en tant que secrétaire du comte de Provence, il accompagne ce dernier lorsqu’il reconduit à Chambéry, Clotilde de France, la sœur du comte, fiancée au prince Charles-Emmanuel de Piémont:212.
En 1778, il fait jouer Œdipe chez Admète, bizarre assemblage de l’Alceste d’Euripide et de l’Œdipe à Colone de Sophocle, mais qui ne manque pas de pathétique. C'est un succès et l’auteur est élu à l’Académie française la même année, au fauteuil de Voltaire:186. Son discours de réception – que de mauvaises langues ont attribué à son ami intime le poète Antoine Léonard Thomas, qui n’a fait que le relire et suggérer des coupures – fut très applaudi. Il commence par cette phrase fameuse : « Messieurs, il est des grands hommes à qui l’on succède et que personne ne remplace. »
En 1783, il donne une nouvelle imitation de Shakespeare, Le Roi Lear, dans laquelle on ne reconnaît à peu près rien de la pièce originale, devenue un drame bourgeois et larmoyant bien dans l’esprit d’alors et qui, pour cela, connaît un immense succès. Porté en triomphe, l’auteur est amené sur scène pour y recevoir les ovations du public.

En 1784, Macbeth, quoique fort édulcoré, est moins bien accueilli:260-1, et Jean-sans-Terre, en 1791:252-3, est un échec; mais Othello, en 1792, avec Talma dans le rôle-titre, déchaîne à nouveau l’enthousiasme. On applaudit aux tirades de ce capitaine Maure parvenu qui s’impose grâce à ses seules vertus au sein de l’aristocratie et proclame :
Ils n’ont pas, tous ces grands, manqué d’intelligence,

En consacrant entre eux les droits de la naissance 

Comme ils sont tout par elle, elle est tout à leurs yeux.

Que leur resterait-il, s’ils n’avaient pas d’aïeux ?

Mais moi, fils du désert, moi, fils de la nature,

Qui dois tout à moi-même et rien à l’imposture,

Sans crainte, sans remords, avec simplicité,

Je marche dans ma force et dans ma liberté.
En 1785, alors qu’il se rend à Moûtiers pour régler la succession de son oncle, le chanoine homonyme Jean-François Ducis, il est, lors du voyage de retour, grièvement blessé lors de la traversée de la chaîne de l'Épine, depuis Chambéry jusqu’au bourg des Échelles, les chevaux s’étant emportés:170-1.
Délaissant les imitations de Shakespeare:164, il compose ensuite une tragédie originale, Abufar, ou la famille arabe, représentée le 13 avril 1795, tableau des mœurs patriarcales:423 dans lequel, dit Sainte-Beuve, « le sentiment du désert et de l’immensité, de la fuite à travers les sables, est assez bien rendu ; un air brûlant y circule ». L’intrigue manque en revanche de force : un frère se croit amoureux de sa sœur et vice-versa, mais on finit par apprendre qu’il ne s’agit que d’une sœur adoptive de sorte que la morale est sauve:180. Le succès de cette pièce l’engagea à composer un pendant situé cette fois sous un climat glacial : Phédor et Waldamir, ou la famille de Sibérie (1801), qui tomba complètement:294.
Après cet échec, il renonce au théâtre et prend sa retraite à Versailles où il s’occupe à lire la Bible, Horace, Virgile et La Fontaine. Napoléon Ier voulut le faire sénateur, mais il refusa en disant : « Je suis catholique, poète, républicain et solitaire : voilà les éléments qui me composent, et qui ne peuvent s’arranger avec les hommes en société et avec les places [...] Il y a dans mon âme, naturellement douce, quelque chose d’indompté qui brise avec fureur, et à leur seule idée, les chaînes misérables de nos institutions humaines ». Victor Hugo cite Ducis parmi les rares qui ne se sont pas agenouillés devant Napoléon. Le sévère républicain était en réalité un ardent monarchiste qui, dès Napoléon déchu, s’empressa de tomber le masque et de demander au roi une audience particulière au cours de laquelle il lui présenta la collection de ses œuvres:139-40. Il fut très heureux d’accepter de Louis XVIII la légion d'honneur qu’il avait refusée de Napoléon:140. À la fois naïf et spirituel dans son amour-propre, il dit un jour, à ce sujet : « Racine et Boileau récitaient leurs vers à Louis XIV, et Louis XVIII me récite les miens:384. » 
En décembre 1814, alors qu’il était allé entendre son ami François Andrieux, professeur au collège de France, celui-ci, dès qu’il l’eut aperçu assis sur les bancs de l’école, oublia le sujet de sa leçon pour se livrer à une improvisation brillante sur les œuvres dramatiques du poète octogénaire. Tissot lut la grande scène d’Œdipe. L’enthousiasme devint rapide et général ; une jeunesse ardente et généreuse entoura le bon Ducis, profondément ému, et le porta, avec de bruyantes acclamations, jusque dans sa voiture. L’impression que reçut Ducis fut si vive et si profonde, que sa santé se trouva pendant quelques jours altérée et qu’Andrieux regretta presque d’avoir provoqué cette dangereuse ovation.

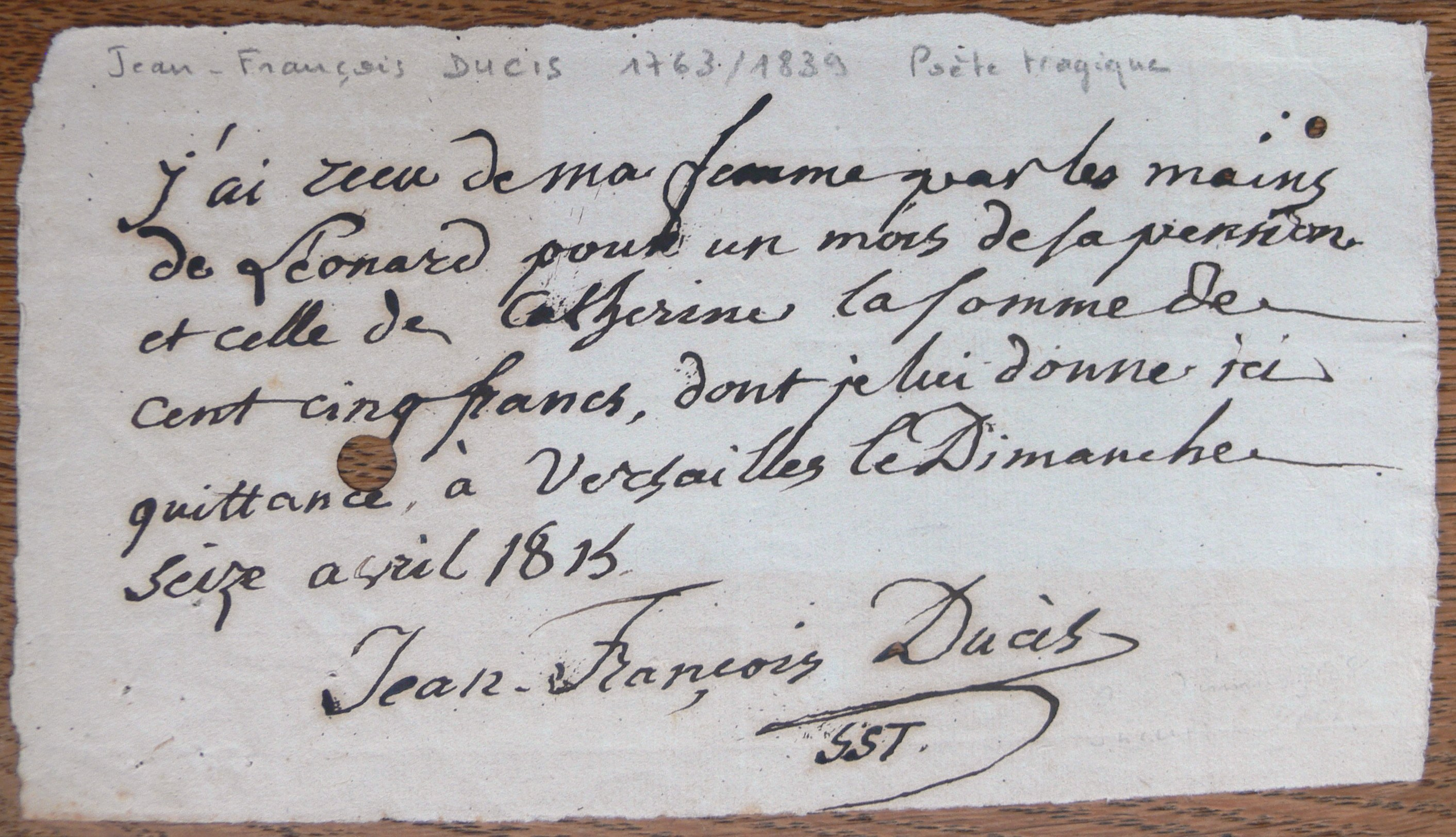
Reçu autographe de Jean-François Ducis (1815)

Jusqu’à sa mort en 1816, il continua à composer de petites pièces de vers reflétant la simplicité, la bonté et l’amour de la nature. Le 29 mars 1816, il voulut sortir de grand matin, malgré les instances de ses nièces, par un froid très vif, pour aller entendre la messe à sa paroisse. Rentré chez lui, il se plaignit d’un violent mal de gorge. Le lendemain, au soir, ses souffrances avaient cessé ; on le crut beaucoup mieux ; le médecin donnait même quelque espérance. Il se coucha vers dix heures, plein de sérénité, prit une position sur le côté, comme pour s’endormir ; quelques instants après, sa famille, le voyant calme, crut qu’il reposait, mais il était mort:415-6. Ses obsèques, qui eurent lieu à Versailles, réunirent ses parents, ses amis et ses confrères à l’Académie française:417. Son médecin, M. Voisin, prononça quelques paroles sur sa tombe, au cimetière Saint-Louis de Versailles, et annonça son projet de faire frapper, au nom de la ville de Versailles, une médaille à son effigie, projet bientôt réalisé:417. Depuis, la ville natale de Ducis a fait décorer de son buste la salle de la bibliothèque publique ; et le buste, en marbre, exécuté par Taunay, figure présentement dans le grand foyer de la Comédie-Française, parmi les bustes des grands poètes qui ont illustré la scène tragique française:418. Il avait fait lui-même son épitaphe, à l’été 1813.
Jean-François supporta la vie avec douceur, 

Ne fut rien, resta lui : ce fut là tout son rôle.

Chantant encor l'Amour et l'Amitié, sa sœur, 

Il mourut frère ermite et poëte du saule:417.
Jean-François Ducis meurt à Versaille, le 31 mars 1816,

## Son œuvre
Le succès immense remporté avait fait croire à Ducis qu’il touchait au sublime, il écrivit : « Il y a dans mon clavecin des jeux de flûte et de tonnerre. Comment cela va-t-il ensemble ? je n’en sais trop rien, mais cela est ainsi ». En réalité, comme l’écrit Maurice Allem, « comme poète dramatique, il est lent, incolore ; et si l’on peut trouver de l’intérêt et de l’éclat à quelques scènes, aucun de ses ouvrages ne mérite en son entier de retenir l’attention ». Le concept fondamental de la plupart de ses pièces, l’adaptation au goût de la seconde moitié du XVIIIe siècle des tragédies de Shakespeare, nous est, il est vrai, complètement étranger aujourd’hui que nous sommes capables d’admirer ces pièces pour ce qu’elles sont. Le romantisme triomphant du XIXe siècle balaya les pièces édulcorées de Jean-François Ducis qui fit pourtant, par son travail, découvrir l’œuvre de Shakespeare, mais aussi, par la mise en avant de sentiments plus proches de la nature, est représentatif de l'évolution du goût vers la sensibilité romantique.
Ce sont finalement ses petites poésies fugitives, composées dans la vieillesse, qu’il a le mieux réussies. On peut y voir, note Maurice Allem, « la simplicité, la franchise et la bonté de son âme, la modestie de ses goûts, son amour de la nature et de la vie paisible. Il fut un vieillard charmant et bon. « Le bon Ducis », c’est sous ce nom qu’il a mérité de survivre ».
Son œuvre a été publiée à Paris, 1813, 3 volumes in-8° ; 1819, 6 volumes in-18 et 3 volumes in-8°.
Vincent Campenon, qui a hérité du fauteuil de Delille à l'Académie française en 1813, a donné ses Œuvres posthumes précédées d’une notice en 1826.

## Postérité
- La contre-allée bordant à l'ouest la place du marché Notre-Dame de Versailles, sa rue natale, porte aujourd'hui son nom.
- Ruelle bordant le côté gauche du théâtre Charles-Dullin de Chambéry.

## Œuvres

### Théâtre
- 1769 : Hamlet.
- 1772 : Roméo et Juliette.
- 1778 : Œdipe chez Admète.
- 1783 : Le roi Lear.
- 1784 : Macbeth.
- 1791 : Jean sans Terre.
- 1792 : Othello.
- 1795 : Abufar ou la Famille arabe.
- 1797 : Œdipe à Colonne.
- 1801 : Phédor et Waldamir.

### Poésie
- 1771 : Le Banquet de l’amitié.
- 1809 : Mélanges.
- 1813 : Épîtres et poésies diverses.
- 1826 : Œuvres posthumes (publiées par Vincent Campenon).

### Correspondance
- 1836 : Lettres à Talma, 1792-1815, publication posthume.

### Discours
- Au roi de Sardaigne, sur le mariage du prince de Piémont avec Mme Clotilde de France, 1775.
- Discours de réception : Éloge de M. de Voltaire, le 4 mars 1779.
- Épître à Richard pendant ma convalescence, le 28 novembre 1822.

## Pour approfondir

### Source partielle
- « Jean-François Ducis », Gustave Vapereau, Dictionnaire universel des littératures, vol. 2, Paris, Hachette, 1876 [détail des éditions] (lire sur Wikisource), t. I, p. 664–665.